# 양지초등학교 (경기)
양지초등학교는 대한민국 경기도 용인시에 있는 공립 초등학교이다.

## 학교 연혁
- 1908년 4월 1일 사립 추양의숙으로 설립
- 1911년 9월 1일 양지공립보통학교 설립인가 (4년제)
- 1920년 4월 1일 6년제 개편 인가
- 1996년 3월 1일 양지초등학교로 교칭 변경
- 2001년 3월 1일 사회법인 우주 재택 학급 1학급 개설
- 2001년 4월 12일 후관 8교실, 화장실 4실 증축
- 2008년 4월 1일 개교 100주년 기념식 및 타임캡슐 설치
- 2008년 5월 30일 후관 계단실 증축
- 2008년 9월 30일 운동장 인조 잔디 시설 및 교문 신축
- 2010년 8월 5일 후관 화장실(1,2층) 환경개선 사업 준공
- 2010년 9월 30일 해찬솔 책꿈터(도서실) 개관
- 2011년 3월 1일 제31대 이영인 교장 부임
- 2012년 7월 2일 급식실 및 식당 개관
- 2012년 11월 6일 학부모 참여 우수학교 교과부장관 표창
- 2014년 2월 14일 제102회 졸업식(총8,680명 졸업생 배출)
- 2014년 3월 1일 제32대 정현식 교장 취임
- 2014년 3월 1일 24학급 편성 (일반 22학급, 특수학급 2학급)

## 참고 자료
- 양지초등학교 - 한국교육학술정보원 학교알리미